# David Unterhalter
David Unterhalter (* 18. November 1958 in Johannesburg, Südafrikanische Union) ist ein südafrikanischer Hochschullehrer, Richter in Südafrika und ehemaliges Mitglied des Appellate Body der Welthandelsorganisation (WTO).

## Privates
Er wurde 1958 als Sohn von Jack Unterhalter geboren, der viele politische Gefangene während der Apartheid vertreten hatte.
Er war von 1989 bis 1994 Mitglied einer Vorgängerpartei der heutigen Democratic Alliance.

## Werdegang
David Unterhalter studierte am Trinity College in Cambridge und erreichte dort den Abschluss eines B.A. und eines M.A. Er begann dann an der Witwatersrand-Universität einen LLB zu absolvieren und am University College in Oxford einen BCL. Im Jahre 2000 wurde er Direktor des Mandela-Instituts der Witwatersrand-Universität, welches er bis 2006 blieb. Von 2009 bis 2017 war er Mitglied der Monckton Chambers der English Bar.
Von 2007 bis 2013 war er Professor an der Witwatersrand-Universität. Seit 2014 ist er Professor an der Universität Kapstadts.
Er vertrat zahlreiche Klienten in Fällen vor verschiedenen Gerichten. So war er auch Mitglied der Helen-Suzman-Stiftung, die zahlreiche Verwaltungsklagen gegen die südafrikanische Regierung angestrengt hatte.

### Tätigkeit als Richter
Er war Mitglied zahlreicher Panel im Rahmen des Streitbeilegungsprozess der WTO. 2006 wurde er als Nachfolger des zuvor verstorbenen John Stanley Lockhart zum Mitglied des Appellate Body berufen und 2009 wurde seine Amtszeit verlängert. 2013 schied er aus dem Amt. Er war außerdem von 2010 bis 2011 Vorsitzender des Rechtsmittelgerichts der WTO.
In den Jahren 2003 und 2007 wurde er bei verschiedenen Fällen als Acting Judge an den Gauteng High Court berufen. Seit 2018 ist er Richter am Obergericht von Südafrika und Acting Judge am Competition Appeal Court. In den Jahren 2020 und 2021 war er für verschiedene Zeitabschnitte Acting Judge am Obersten Berufungsgericht Südafrikas. Ebenfalls war er am Verfassungsgericht Südafrikas für kurze Zeit als Acting Judge tätig.
In seinen Berufungsgesprächen an das Oberste Berufungsgericht und das Verfassungsgericht Südafrikas wurde seine Mitgliedschaft im South African Jewish Board of Deputies thematisiert, da der damalige Oberste Richter Mogoeng zahlreiche Kommentare zum Palästina-Konflikt gemacht hatte, die für Aufmerksamkeit gesorgt hatten. Diese Organisation wird wegen ihrer Unterstützung der zum Teil brutalen Behandlung der Palästiner kritisiert und resultierte im Widerspruch einiger Organisationen gegen Unterhalters Berufung. Er wurde nicht zur Berufung durch das Judicial Service Commission vorgeschlagen. Damit wurde Unterhalter zum dritten Mal nicht auf eine permanente Stelle am Verfassungsgericht Südafrikas berufen. In seinem Gespräch im Jahre 2022 wurde er ebenso dafür kritisiert, dass er sich bei einem Fall vor dem Verfassungsgericht, wo er als Acting Judge tätig war, nicht wegen Befangenheit entschuldigt hatte, was er aber laut der Kritik hätte tun sollen, da er diesen Fall in seiner Tätigkeit am Obersten Berufungsgericht bereits entschieden hatte.
Im Mai 2024 wurde er durch die Judicial Service Commission dann beim vierten Anlauf für eine Stelle am Obersten Berufungsgericht empfohlen. Diese Empfehlung wurde von Präsident Ramaphosa bestätigt, womit er mit Wirkung zum 1. Juli 2024 Richter des Gerichts wurde.